# 28 недель спустя
«28 недель спустя» (англ. 28 Weeks Later) — постапокалиптический фильм ужасов 2007 года режиссёра Хуана Карлоса Фреснадильо, который написал сценарий в соавторстве с Роуэном Джоффе, Энрике Лопесом Лавинем и Иисусом Олмо. Это самостоятельное продолжение фильма «28 дней спустя». В фильме снялись Роберт Карлайл, Роуз Бирн, Джереми Реннер, Гарольд Перрино, Кэтрин Маккормак, Макинтош Маглтон, Имоджен Путс и Идрис Эльба. Действие разворачивается после событий первого фильма, в котором изображены усилия вооружённых сил НАТО по спасению безопасной зоны в Лондоне, и последствия того, что два маленьких брата и сестры нарушили протокол, чтобы найти фотографию своей матери, и последующее повторное введение вируса ярости в безопасную зону.
Фильм был выпущен 11 мая 2007 года в Великобритании компанией 20th Century Fox и Fox Atomic в США и 31 мая в России. Фильм получил положительные отзывы от критиков, которые высоко оценили режиссуру и атмосферу. Он заработал более 65 миллионов долларов по всему миру при бюджете в 15 миллионов долларов.

## Сюжет
В результате событий, описанных в предыдущем фильме, эпидемия вируса ярости уничтожила практически всё население Британии. Несколько выживших укрылись в загородном доме, но заражённые ворвались и туда. Дон (Карлайл) оказался единственным, кому удалось убежать, бросив при этом свою жену Элис.
Спустя 5 недель после начала эпидемии все заражённые погибли от голода, 11 недель спустя американские войска в составе НАТО вступили в Лондон, 24 недели спустя начались работы по восстановлению страны. Основные события фильма происходят через 28 недель после начала эпидемии.
Выжившие и репатрианты находятся в «зелёной зоне» — районе Лондона, находящемся под защитой американских военных. К Дону возвращаются дети — мальчик Энди (Магглтон), помладше, и девочка Тэмми (Путс), постарше; они во время эпидемии были на каникулах за границей. Дон со слезами рассказывает им, как их мать убили заражённые, умалчивая о том, что на самом деле ему пришлось её бросить ещё живой.
Энди хочет заполучить хотя бы фотографию своей матери, и дети тайком прокрадываются за пределы охраняемой зоны к своему бывшему дому. Там они находят свою мать, оставшуюся в живых. Солдаты находят детей с матерью и забирают всех троих в зелёную зону.
У женщины находят следы укусов. Выясняется, что она является бессимптомным носителем вируса. Американский генерал принимает решение уничтожить потенциально опасного носителя, но в это время Дон приходит к жене, просит у неё прощения и целует её. Во время поцелуя вирус через слюну переходит к Дону, он заражается, убивает жену и выходит на свободу, кусая всех подряд.
После объявления тревоги военные направляют гражданских в убежище, туда же попадает и Энди. Дон проникает в это убежище и нападает на людей, начиная цепную реакцию заражения вирусом. Охваченная паникой толпа ломает двери и выбегает наружу. Военные некоторое время пытаются находить и отстреливать только заражённых, но заражение распространяется слишком быстро, и генерал отдаёт приказ уничтожить всех гражданских.
Энди удаётся спастись из убежища через вентиляционную трубу, и он встречается со своей сестрой и с биологом Скарлет, которая пытается любой ценой спасти детей: в их крови наверняка присутствуют необычные гены матери, возможно скрывающие ключ к лекарству от вируса. Им помогает спастись снайпер сержант Дойл, и вместе им удаётся покинуть Собачий остров, выжигаемый военными с самолётов.
За Дойлом на вертолёте прилетает его друг, пилот Флинн, но он отказывается брать с собой детей и Скарлет. В это время их атакует толпа заражённых, которым также удалось убежать с острова. Пилот уничтожает многих из них винтом вертолёта, и они договариваются о следующей встрече на стадионе Уэмбли.
Военные продолжают уничтожать инфицированных, теперь уже за пределами «Зелёной зоны». Они распыляют газ, Дойл и остальные спасаются в машине, но мотор глохнет и приближаются огнемётчики. Дойл выходит наружу и толкает машину сзади, автомобиль трогается с места, но подошедшие огнемётчики сжигают Дойла заживо. Скарлет уводит машину из-под обстрела пушек вертолёта.
Доехав до метро, Скарлет (с винтовкой Дойла и прибором ночного видения) и дети спускаются вниз. В темноте они теряют друг друга. Их находит Дон, убивает Скарлет и кусает Энди. Тэмми приходится убить отца из винтовки. Не поддавшийся действию вируса, но тем не менее инфицированный Энди с сестрой добираются до стадиона, где Флинн, которому никто не успел рассказать об особенностях их семьи, решает подобрать детей и перевезти их через пролив Ла-Манш во Францию.
Проходит 28 дней. Показан пустой вертолёт Флинна, в наушниках призывы о помощи на французском языке. Заражённые люди бегут на фоне Эйфелевой башни.

## В ролях
| Актёр            | Роль                    |
| ---------------- | ----------------------- |
| Имоджен Путс     | Тэмми Харрис            |
| Макинтош Маглтон | Энди Харрис             |
| Джереми Реннер   | сержант Дойл            |
| Роберт Карлайл   | Дональд «Дон» Харрис    |
| Роуз Бирн        | майор Скарлет Росс      |
| Кэтрин Маккормак | Элис Харрис             |
| Гарольд Перрино  | Флинн                   |
| Идрис Эльба      | бригадный генерал Стоун |
| Гарфилд Морган   | Джефф                   |